# چهار شگفت‌انگیز نهایی
چهار شگفت‌انگیز از زمین ۱۶۱۰ یک مجموعه کتاب کمیک در ژانر ابرقهرمانی است که توسط مارول کامیکش منتشر شده‌است. این سریال تجسم مجدد از فرانچایز کمیک طولانی مدت چهار شگفت‌انگیز مارول به عنوان بخشی از اثر مارول نهایی است. تیم چهار شگفت‌انگیز نهایی در کنار سایر شخصیت‌های بازسازی شده مارول در عناوین مارول نهایی شامل مرد عنکبوتی نهایی، مردان ایکس نهایی و نهایی‌ها است.
در حالی که شخصیت‌ها نسبت به مفهوم اصلی خود در دنیای مارول نسبتاً وفادار هستند، اما در جنبه‌های قابل توجهی با یکدیگر تفاوت دارند. داستان منشأ این تیم اصلاح و مدرن شده‌است و تیم بسیار جوان ترند و در اواخر نوجوانی تا اواسط بیست سالگی خود هستند. این سریال برروی نابغه نوجوان رید ریچاردز، دوست دوران کودکی او بن گریم، و خواهر و برادر سوزان و جانی استورم متمرکز شده‌است، که در یک آزمایش دوربردگر ناقص گرفتار می‌شوند و قدرت‌های خارق‌العاده ای بدست می‌آورند: رید می‌تواند بدنش را به هر نوعی که دوست دارد کش بدهد، سوزان می‌تواند میدان‌های نیرو بسازد و نامرئی شود، جانی ابرقدرتهای آتشین دارد و بن با قدرت و دوام ابرانسانی به غول سنگی تبدیل می‌شود. مکان این مجموعه کمیک در شهر نیویورک است.
این مجموعه توسط برایان مایکل بندیس، مارک میلار و آدام کوبرت ساخته شده‌است. این مجموعه در اوایل سال ۲۰۰۴ شروع به پخش کرد و به صورت ماهانه منتشر می‌شد. شماره ۶۰، آخرین قسمت مجموعه بود، که توسط جو پوکاکی نویسندگی و توسط تایلر کرکم تصویرگری شده‌است و دنباله آن یک مجموعه کمیک به نام چهار شگفت‌انگیز نهایی: رکورد است.

## در دیگر رسانه‌ها
فیلم ۲۰۱۵ چهار شگفت‌انگیز براساس چهار شگفت‌انگیز نهایی ساخته شده‌است.